# Alejandro Colucci
Alejandro Colucci (Montevideo, 1966) es un ilustrador y portadista uruguayo, proveniente de una familia de inmigrantes italianos.

## Biografía
Nace en Montevideo, Uruguay, en 1966, de una familia italiana.
En 1990 da inicio a su carrera profesional trabajando como ilustrador y diseñador gráfico en varias agencias de publicidad, y como ilustrador en medios gráficos culturales de su ciudad natal.
Desde 2002 vive en Europa y es ilustrador freelance. Su  trabajo ha sido publicado por los grupos editoriales más importantes del mundo.
Entre sus obras más destacadas se encuentra la saga ilustrada de Geralt de Rivia "The Witcher", El extraño caso del Doctor Jekyll & Mister Hyde, las portadas de las novelas de Anne Rice, la saga criminal de El Padrino de Mario Puzo, Robin Hobb, Katherine Neville, Tom Wolfe, James Ellroy, C.S. Lewis, Andrzej Sapkowski, H. G. Wells, J.G. Ballard, Orson Scott Card, William Gibson, Anton Szandor Lavey, Clive Barker, etc. También ha ilustrado cartas de Tarot para la editorial italiana Lo Sacarabeo, cartas coleccionables y libros del juego de rol de Vampiro: la mascarada, destacando su aspecto gótico y un interesante manejo de luces y sombras.
En 2009 Alejandro y su esposa crean el estudio de diseño Epica Prima.
Sus portadas e ilustraciones se encuentran en el mercado editorial de muchos países, entre ellos Estados Unidos, Inglaterra, España, Italia, Francia, Suecia, Noruega, Taiwán, Japón, Brasil, Uruguay, Argentina, México, Estonia, Rumanía, Alemania o Turquía.
Desde 2012, reside en Londres junto con su esposa e hijos.